# Cerknica

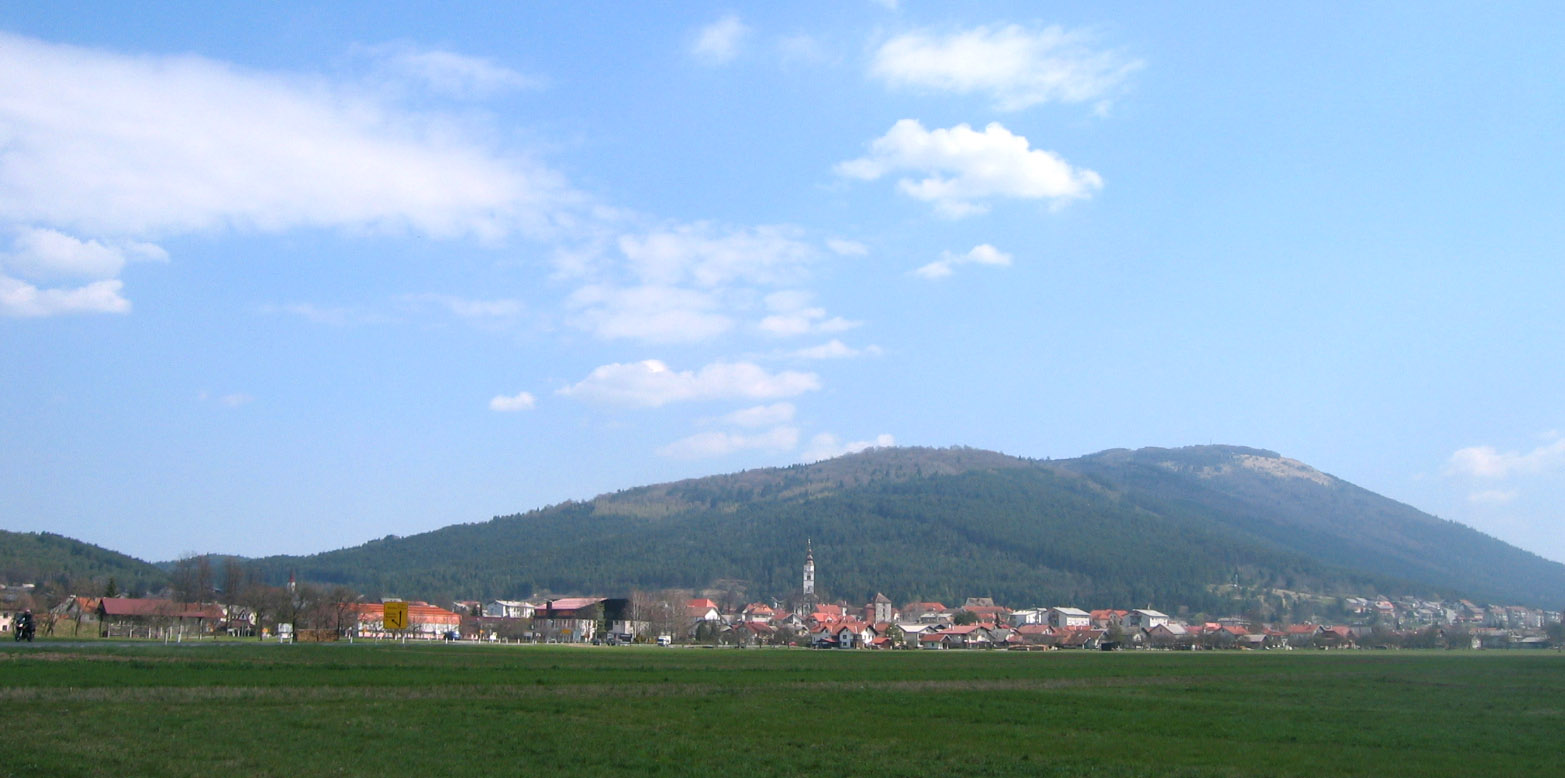
Cerknica

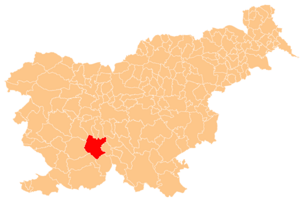
Cerknica kommuns läge i Slovenien

Cerknica (tyska: Zirknitz) är en ort och kommun i Slovenien, med 11 785 invånare (31 december 2023) i hela kommunen. Själva centralorten hade 3 704 invånare i slutet av 2007, på en yta av 14,8 kvadratkilometer. Nära orten ligger sjön Cerknica som är den största sjön i Slovenien.
Cerknica nämndes första gången i skrift år 1040 som Circhinitz. Namnet kommer från Cerkvnica, en sammandragning av "Cerkvna (vas)" (kyrkby). Den första kyrkan, från 800-talet, brändes ner av turkarna år 1472.